# Затонский (Волгоградская область)
Зато́нский — хутор в Серафимовичском районе Волгоградской области, входит в состав Буерак-Поповского сельского поселения.
Расположен на востоке Волгоградской области, на правом берегу реки Дон вблизи города Серафимовича.

## История
24 декабря 2004 года в соответствии с Законом Волгоградской области № 979-ОД хутор вошёл в состав Буерак-Поповского сельского поселения.

## Физико-географическая характеристика

### Географическое положение
Хутор Затонский расположен на склоне холмистой местности изрезанной оврагами. К северу от хутора протекает река Дон, за которой далее на север простирается лиственный лес. С северо-западной стороны от хутора отходит дорога ведущая на прибрежные донские луга, где выращивают овощи, бахчевые и сельскохозяйственные культуры. С южной стороны на возвышенности простирается степь и далее на юг, за асфальтированной дорогой, начинаются сельскохозяйственные угодья. В пяти километрах к востоку от Затонского находится Серафимович — административный центр Серафимовичского района Волгоградской области.

### Почвы, растительный и животный мир
В пойменных лесах, вблизи затопленных прибрежных ям встречаются цапли, зимородки. Вдоль донского берега встречается большое количество пресмыкающихся и беспозвоночных. Особенно много лягушек, нередко встречается уж. В степи обитают ящерицы и множество насекомых. В Дону обитают многие пресноводные виды рыб: лещ, линь, карась, краснопёрка, щука, судак, чехонь, толстолобик, жерех, окунь и другие. В вечерние и ночные часы в тёплые времена года довольно часто можно заметить летучих мышей.

### Часовой пояс
Хутор Затонский находятся в часовой зоне, обозначаемой по международному стандарту как Moscow Time Zone (MSK). Смещение относительно UTC составляет +4:00. Время на хуторе Затонском соответствует географическому поясному времени.

## Связь и транспорт

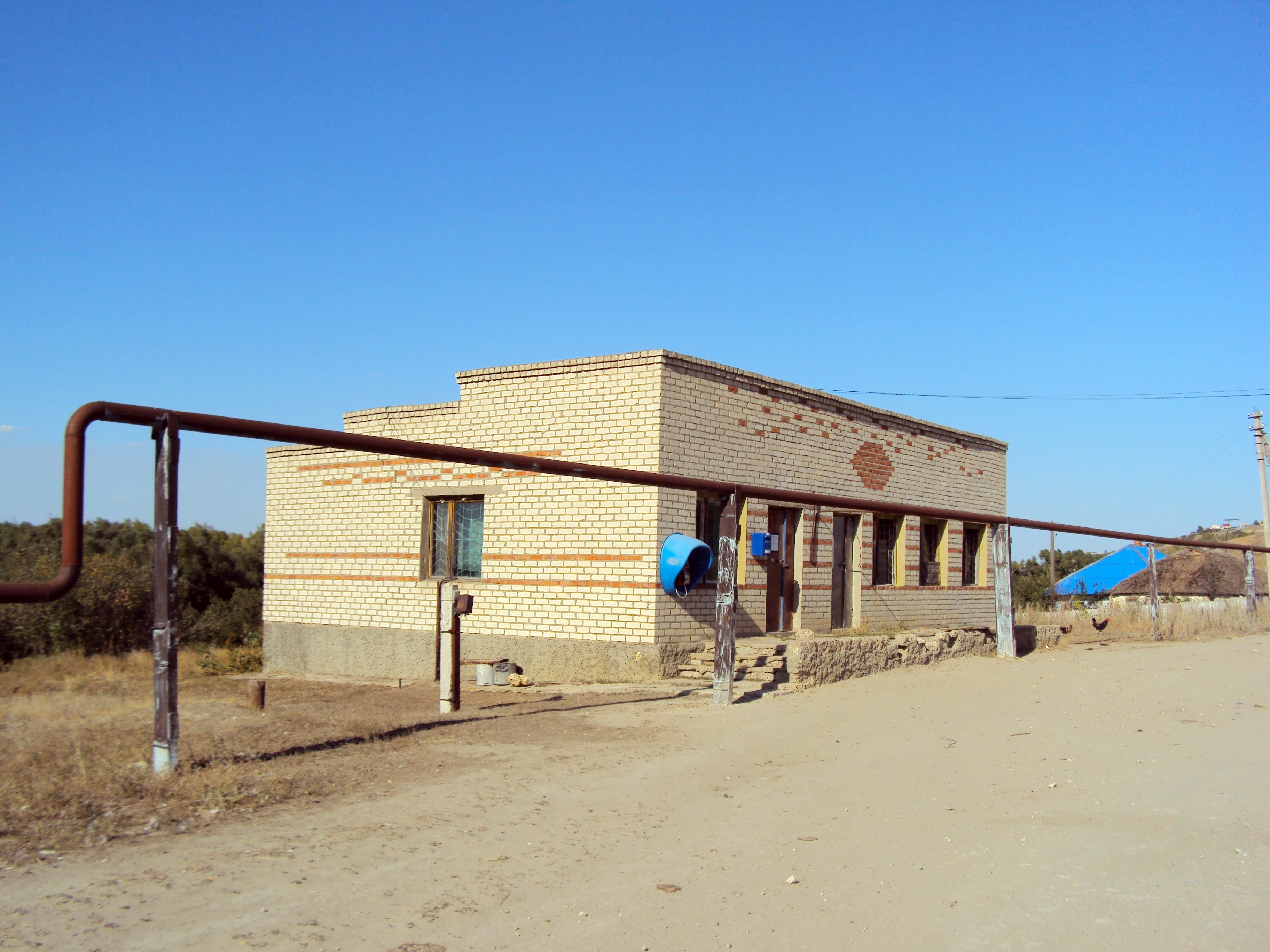
Почтовое отделение

В почтовом отделении хутора Затонского местные жители получают почту и корреспонденцию. Также через почтовое отделение оплачиваются коммунальные платежи. Имеется подведённая линия телефонной связи.
На хуторе действует сотовая связь следующих опереторов:
- «Билайн»
- «СМАРТС».

Все дороги хутора — грунтовые. С ближайшими хуторами и с Серафимовичем Затонский связывают двухколейные грунтовые дороги. При необходимости местные жители добираются до ближайших населенных пунктов на личном автотранспорте или пешком.

## СМИ

### Телевидение
На хуторе принимаются сигналы федеральных телеканалов:
- «Первый»
- «Россия»

Услуги спутникового телевидения предоставляются компанией «Триколор ТВ».

### Печатные издания
Регулярно выходят местные и областные газеты: «Волгоградская правда», «Интер». Выпускаются также различные центральные газеты, такие как «Комсомольская правда», «Московский комсомолец», «Аргументы и факты».

## Фотогалерея

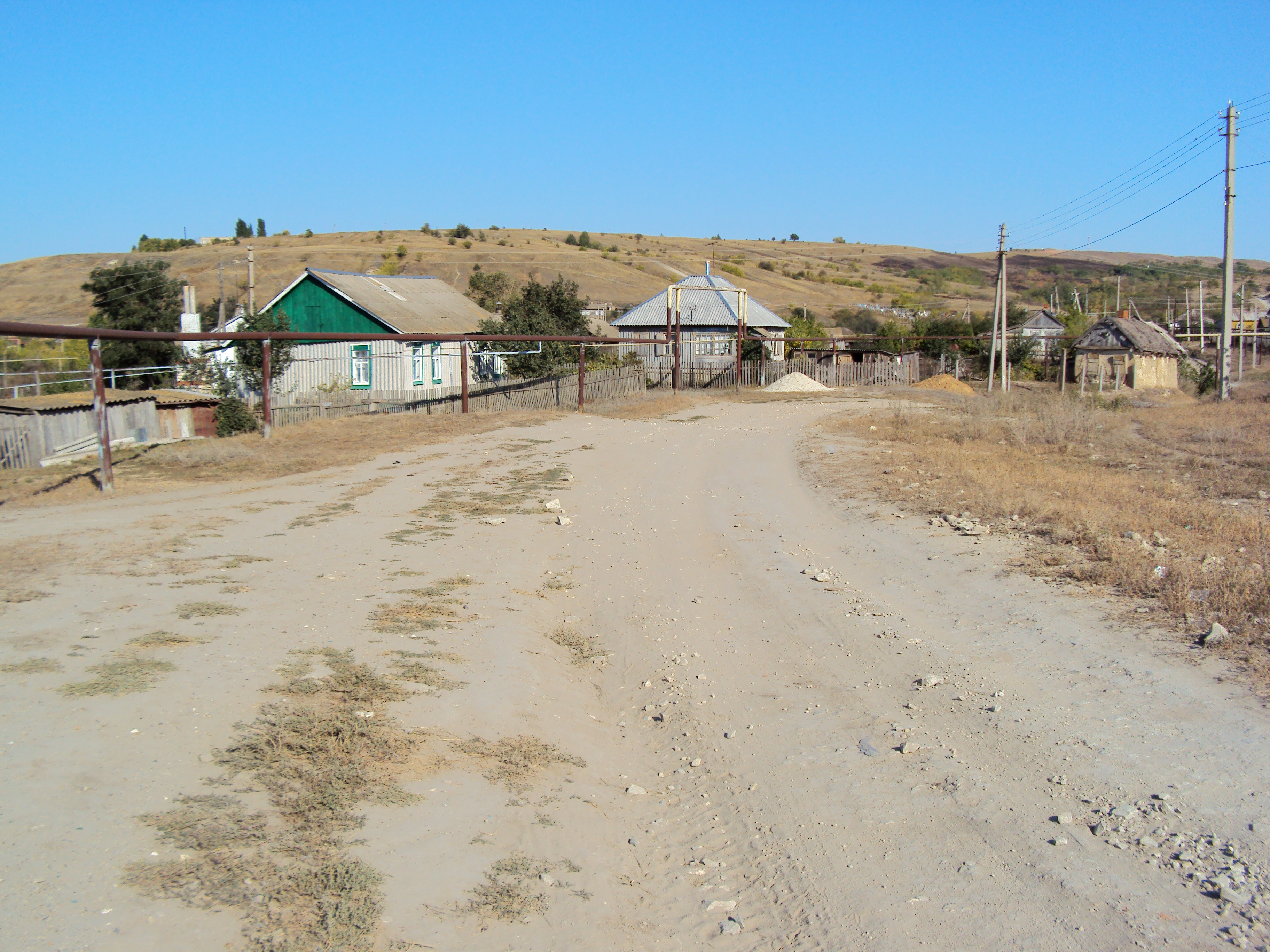
Хуторская улица
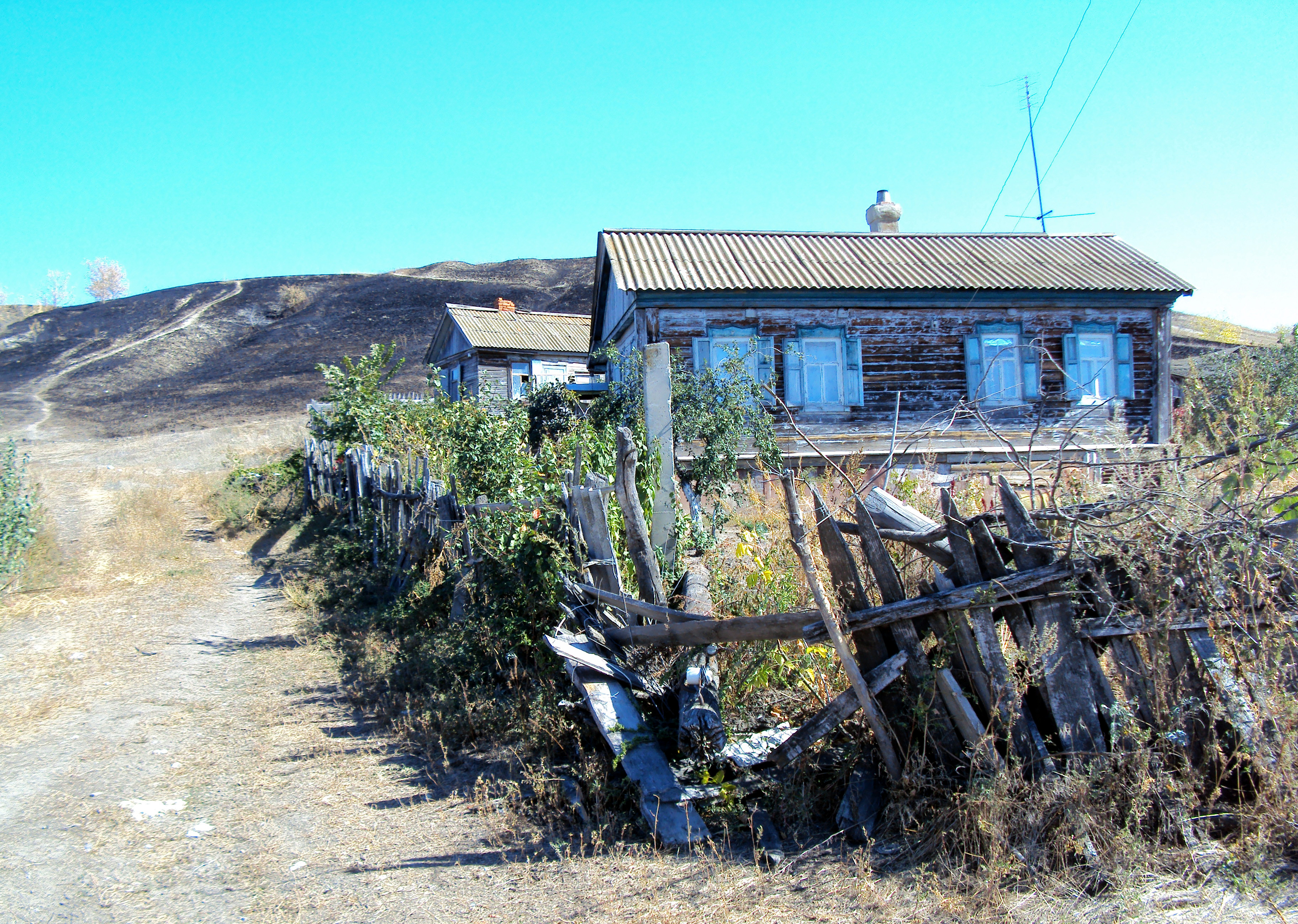
Жилье у подножия холма
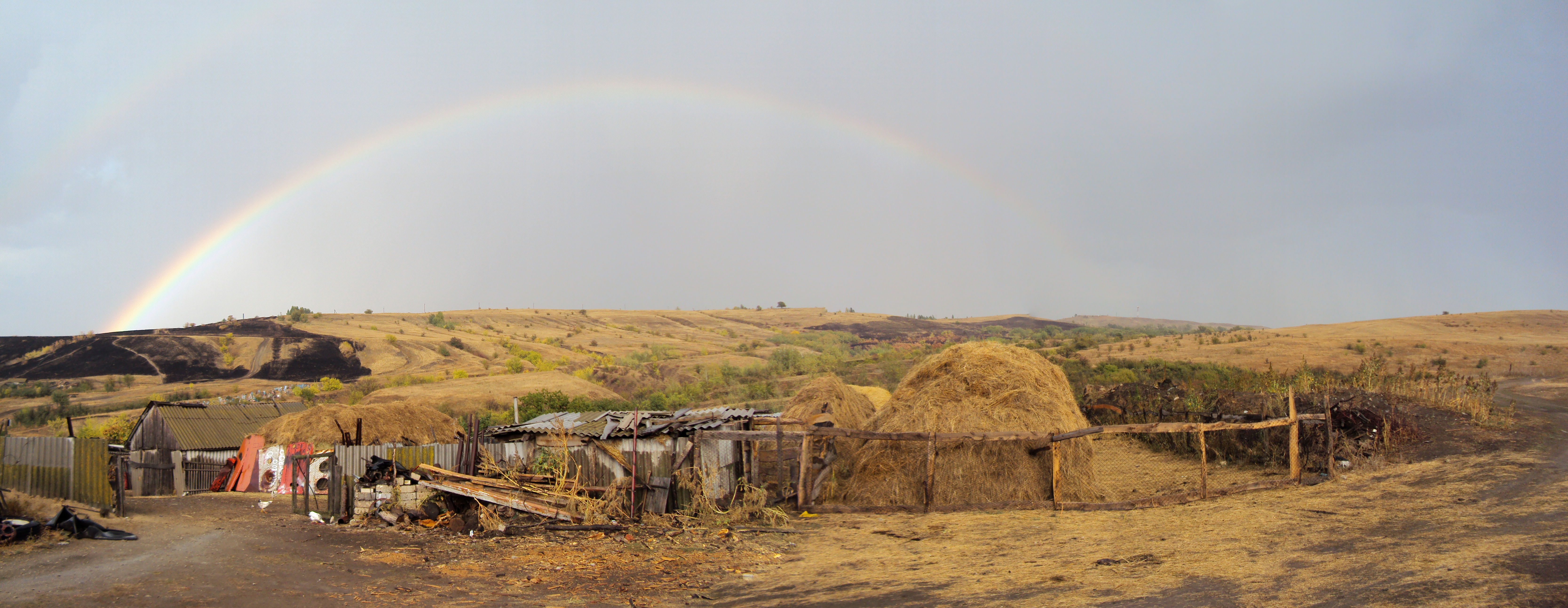
Радуга в окрестностях хутора
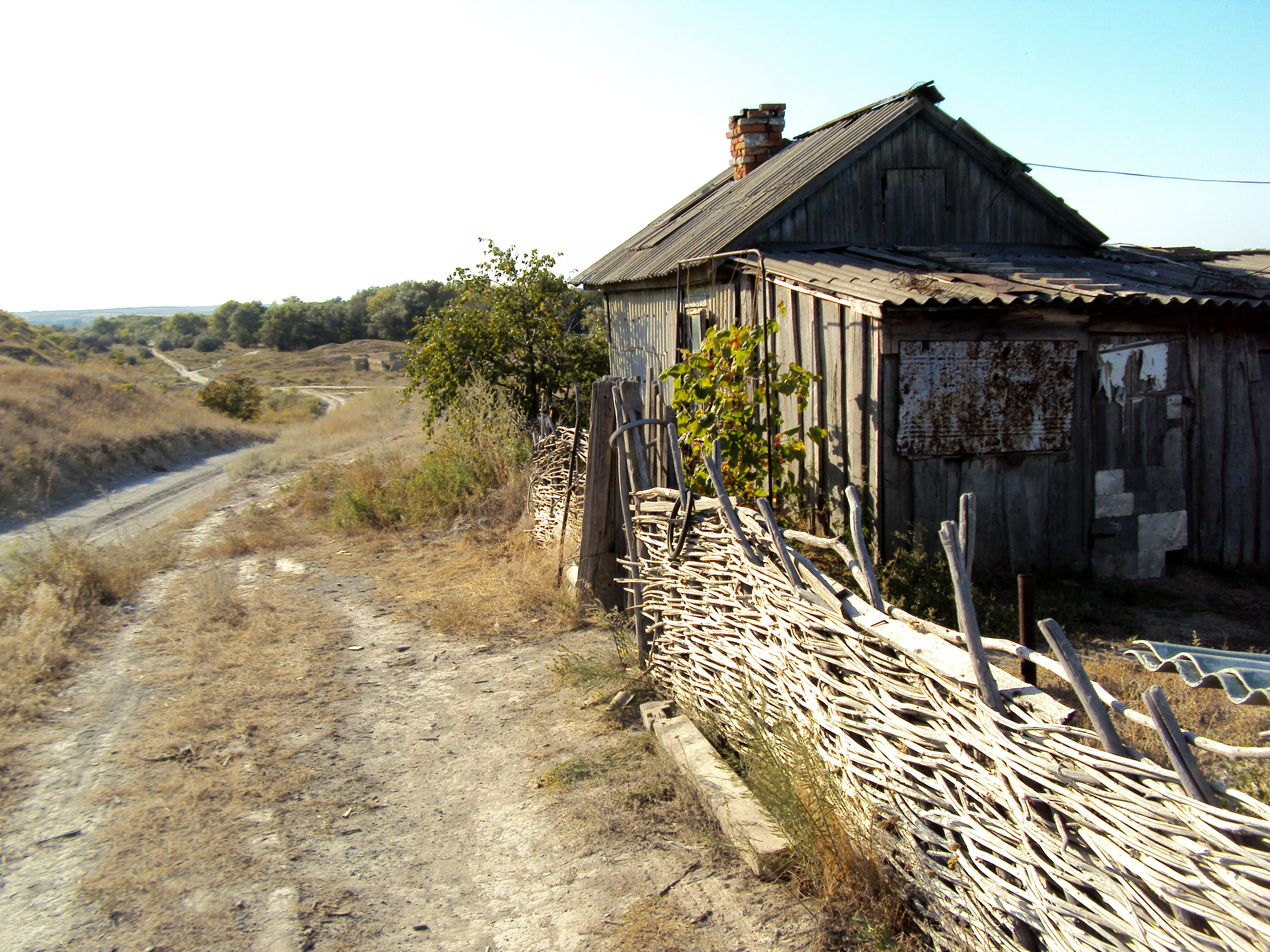
Въезд на хутор с восточной стороны